# 47ª Squadriglia
La 47ª Squadriglia del Servizio Aeronautico del Regio Esercito fu operativa dal 7 febbraio 1917 con aerei Farman 14.

## Storia

### Prima guerra mondiale
Già 7ª Squadriglia per l'artiglieria, il 31 marzo 1916 è senza aerei al Campo di aviazione di Oleis di Manzano ed il 15 aprile, nel cambio dei nomi di tutte le squadriglie, diventa 47ª Squadriglia comandata dal Capitano Luigi Chiappelli che dispone di altri 9 piloti tra cui il Sottotenente Stefanio Fedeli ed 8 osservatori tra cui il S.Ten. Paolo Silvio Palli e di aerei Farman.
Dal 30 aprile entra nel VI Gruppo (poi 6º Gruppo caccia) ed a giugno il comando passa al Cap. osservatore Vittorio Giovine.
Il 15 novembre il reparto va al Campo di aviazione di Taliedo per prendere parte al Corpo di spedizione italiano in Macedonia, il 1º dicembre è di stanza allo Scalo Farini di Milano ed il 10 gennaio 1917 parte per Salonicco con 6 Farman, 9 piloti e 5 osservatori arrivando a Dudular (vicino a Giannina) il 7 febbraio.
A fine febbraio l'unità occupa anche il campo avanzato di Krumian dove il 7 marzo sposta il comando.
Il 13 aprile un Farman bombarda le trincee a Dobromir ed il 30 maggio Chiappelli si ferisce in un incidente di volo ed il comando passa al Tenente barone Giancarlo Massola.
Il 6 giugno bombardano la stazione di Topolčani di Prilep.
In questo periodo l'aviazione tedesca ha la superiorità aerea e l'8 giugno si forma una Sezione caccia con 4 Nieuport a Dudular.
Il 17 agosto 3 Farman partecipano con i francesi al bombardamento sul Lago di Ocrida, il 18 agosto il comando passa al Ten. Sestino Mauro ed il 26 agosto al Ten. Carlo Roccari.
Nel mese di settembre la squadriglia viene sciolta, il 19 settembre si sposta a Dudular lasciando una sezione di 2 Farman a Krumian comandata dal Ten. Silvio Palli ed il 29 settembre anch'essi tornano a Dudular per il rientro in Italia.
Complessivamente il reparto ha svolto almeno 422 missioni di guerra.

### Seconda guerra mondiale
Al 10 giugno 1940 era all'Aeroporto di Aviano con 6 Fiat B.R.20 nel XXXVII Gruppo del Magg. Pietro Lauri Filzi del 18º Stormo Bombardamento Terrestre della 1ª Squadra aerea.
All'8 settembre 1943 era nel XXXVII Gruppo del 45º Stormo Trasporti Aerei all'Aeroporto di Rimini-Miramare per il Comando servizi aerei speciali.